# Can Serra metróállomás
Can Serra egyike a Spanyolországban található barcelonai metró metróállomásainak.

## Metróvonalak
Az állomást az alábbi metróvonalak érintik:
- 1-es metróvonal

## Kapcsolódó állomások
Az állomáshoz az alábbi állomások vannak a legközelebb:
- Rambla Just Oliveras metróállomás (Hospital de Bellvitge, 1-es metróvonal)
- Florida (Fondo, 1-es metróvonal)